# Økse
En økse er et spåntagende/flækkende håndværktøj til at arbejde i træ, oftest med et kileformet hoved af jern med påsat træskaft parallelt med æggen. 
Øksen har både været anvendt som våben og værdighedstegn.

## Historie
Øksens historie er lang og begynder kort efter, at mennesket begyndte at bruge håndkiler af groft tilhugget flint. Således kendes danske eksemplarer med titusinder af år på bagen. Håndkiler er ikke skæftet, men brugtes med de bare næver. I Danmark skæftes de første økser omkring 10.000-8000 f.Kr., og det har de været siden.
Flintøksen kendes fra den ældste stenalder, og har fundet anvendelse til trærydning, tømrerarbejde og skibsbygning, men også i krigstjeneste som stridsøkser. Det vides ikke præcis, hvor længe man har anvendt flinteøkser, men de har været brugt siden stenalderens begyndelse til et stykke ind i bronzealderen, hvor metallet bronze gradvist udkonkurrerer flinten. Derimod er det sikkert, at der har været knyttet mange sagn til de øksehoveder, man fandt overalt. Det hed sig f.eks., at de var "tordenkiler", altså resultatet af et lynnedslag. Heraf kommer den landlige tradition med at nedgrave en stenøkse i gårdspladsens pigstensbelægning, idet "lynet jo ikke rammer det samme sted to gange".
Fra bronzealderen kendes en del pragtøkser eller paradeøkser, der er store, tunge og hule økser støbt med "tabt voks"-metoden. De er ikke anvendelige i praktisk brug, men har været brugt til kultisk formål (parader) på samme måde som lurer. De få, der er fundet, findes ofte parvis i (mose)jorden og har været nedsænket i vådområder.

## Øksens anatomi
Økser består af et hoved og et skaft. Den del af hovedet, der sidder oven for (bag) skafthullet kaldes nakke, bag eller hammer, og den del der ender i æggen, blad. Jf. NORM (blad 27a, 1983) hedder den del af hovedet, der peger bort fra skaftenden "ryg" og den modsatte side "bug", og stykket umiddelbart under skafthullet "hals". En økse kan have "skæg", dvs. at bladet udvider sig mere eller mindre bagud i forhold til skaftet. Visse økser har på begge sider nogle buede hulninger, strækkende sig fra halsen og udefter. Bådebygger Helge Askholm, der var i lære på Frederikssund Bådeværft, kalder dem smilehuller. 
Hovedet er normalt fremstillet ved, at et stykke jern er foldet og svejset sammen i nakkeenden, således at der fremkommer et skafthul. Bladet er før den endelige sammensvejsning belagt med et stykke stål.

### Vægt
Almindelige økser fås som håndøkser med vægten 200 gram op til flækøkser på 5–7 kg.

## Typer
Fra begyndelsen af har der været to hovedtyper af økser: 
- Den rette, hvor æggen er mere eller mindre parallel med skaftet

- skarøksen, hvor æggen sidder på tværs. Blandt arkæologer florerer udtrykket tværøkse, som sikkert ikke er helt heldigt i denne sammenhæng, da udtrykket ligeledes er blevet brugt om krydsøkse. En særlig form for økse er bilen, der har en glat side og ensidig æg. Forskellen på en økse og en bil er altså, at bilen har ensidig fas og en plan side, mens øksen har dobbelt fas. Mest kendt er bredbil.

### Økser til at forme træ
- Bredbil: er en asymetrisk økse, der har en helt flad side. Den kun har én skærende side eller fas og bruges til at tilhugge tømmer til planker.
- Flækøkse: har et tungt trekantet hoved, der er beregnet til at flække træ, typisk til brænde.
- Huløkse: har ligesom en skarøkse et tværstillet blad, men huløksens blad er rundet.
- Krydsøkse: bruges til at lave taphuller med.
- Skarøkse: en økse med tværstillet blad med ensidet fas, der benyttes til at afrette tømmer med.
- Skægøkse: lille arbejdsøkse der har to fase. Bladet går ned i et "fipskæg", der har givet navn til øksen.
- Stikøkse: har et meget langt, men smalt, blad, der kan bruges til afretning. Ofte bruges den uden et skaft.
- Tveægget økse: Blev opfundet  på grund af den praktiske egenskab, at man kunne have 2 økser i en økse, det vil sige mindre vægt og udstyr. De to sider på øksen var sjældent ens som mange tror. Tit var det en skovøkse og en lidt mindre økse, der var god til f.eks. afgrening. I dag bruges den mest til øksekast i konkurrencer eller ved væddemål på skovskolerne.
- Tængsel: En økse med at afrundet hoved til udhuling af træ

### Økser som våben
Øksen blev længe anset for at være hver mands våben, og helt op i det 1700-tallet måtte kronen flere gange forbyde bønder at bruge langskaftede økser som "spadserestokke", der kunne bruges i slagsmål.
- Daneøkse: en stridsøkse der var særligt populær blandt danske vikinger. Den var dog udbredt i store områder af Europa fra 1000- til 1300-tallet.
- Dolkøkse: kinesisk økse, der er et spydagtigt våben der har et hoved i to dele.
- Francisca: fransk kasteøkse.
- Hellebard: et stagevåben med både øksehoved og spydspids der blev anvendt i Europa i 1300- og 1400-tallet.
- Hyrdeøkse: brugt af hyrderne i Karpaterne og kan også bruges som stok.
- Kasteøkse: er ligesom en kastekniv et våben beregnet til at kaste mod en modstander. De er typisk små og har kun ét blad.
- Partisan: et kombineret hug- og stikvåben i stil med hellebarden, men med mindre udpræget øksefacon.
- Poleaxe: en lang stridshammer beregnet til at kunne slå igennem rustning.
- Ono: et japansk våben, der blev brugt af sōhei-krigermunke.
- Parashu: indisk økse, der normalt blev brugt med to hænder.
- Sagaris: stridsøkse brugt af skyterne
- Stridsøkse: den mest almindeligste økse til kamp, der kunne bruges. I den simpleste form var den et våben på omkring en arms længde, der kunne bruges med én eller to hænder. Øksen bruge leverer mere kraft over et mindre område end et sværd gør det, hvilket gør den effektiv mod rustning, og fordi den bruge vægten i øksehovedet.
- Tomahawk: en enshåndsøkse fra Nordamerika der blev brugt af de indfødte. Typisk har den et hammerhoved og et øksehoved på hver side af skaftet.

### Økser som værktøj
- Brandmandsøkse, til tider blot brandøkse: en kortskaftet økse med ret blad i den ene side og pyramideformet horn eller pig i nakken. Ved Københavns Brandvæsen er øksen personligt udstyr for hver eneste brandmand, idet den hænger i en øksetaske ved bæltet. Brandmandsøksen er bl.a. blevet brugt til døråbning, men er nu afløst af en døråbner, der i bedste fald kun efterlader et ganske lille mærke i karmen, især hvis opklodsningen ikke er alt for omhyggelig. I øvrigt bruges den til alt, hvad der kan bruges økse til, når der er brand.
- Isøkse: bruges til klatring, hvor der er is. Har ikke et egentligt blad, som mange andre økser, men mere en spids med modhager til at sidde fast i isen.
- Pionerøkse: bruges af brandvæsenet. Der findes to typer, en gammel, der i nakken er forsynet med noget, der mest af alt kan sammenlignes med en skarøkse. Den er tung og uhåndterlig, siges det af folk, der har prøvet den, og en nyere, der er forsynet med en lang spids pig i lighed med lægtehammerens horn. Den gamle type er afbildet i Københavns Brandvæsens bomærke, der bl.a. ses på alle brandbiler. Skaftet er på størrelse med skovøksens. Den findes i pionerernes vogne i modsætning til den kortskaftede brandmandsøkse, der hænger i bæltet.